# والتر جينينغز
والتر جينينغز (بالإنجليزية: Walter Jennings)‏ هو كيميائي أمريكي، ولد في 2 مارس 1922، وتوفي في 5 يوليو 2012.